# Березняки (Сумская область)
Березняки (укр. Березняки) — село,
Курмановский сельский совет,
Недригайловский район,
Сумская область,
Украина.
Код КОАТУУ — 5923583802. Население по переписи 2001 года составляло 351 человек.
Село указано на специальной карте Западной части России Шуберта 1826-1840 годов . 

## Географическое положение
Село Березняки находится на левом берегу реки Сула,
выше по течению на расстоянии в 1 км расположен пгт Недригайлов,
ниже по течению на расстоянии в 1 км расположено село Курманы,
на противоположном берегу — село Константинов.
Река в этом месте извилистая, образует лиманы, старицы и заболоченные озёра.
Рядом проходит автомобильная дорога Н-07 (Т-2109).

## Экономика
- Свинотоварная ферма.

## Объекты социальной сферы
- Дом культуры.